# Журавка (Чернышковский район)
Жура́вка — хутор в Чернышковском районе Волгоградской области России. Входит в состав Верхнегнутовского сельского поселения.

## География
Хутор находится в юго-западной части Волгоградской области, на Донской равнине, вблизи административной границы с Ростовской областью, на берегу реки Цимла.

## Население
| 2010 |
| ---- |
| 96   |